# Kuczeriwka (obwód charkowski)
Kuczeriwka (ukr. Кучерівка) – wieś na Ukrainie, w obwodzie charkowskim, w rejonie kupiańskim. W 2001 liczyła 704 mieszkańców, spośród których 651 posługiwało się językiem ukraińskim, 48 rosyjskim, 1 mołdawskim, 1 białoruskim, 2 niemieckim, a 1 innym.